# 28095 Seanmahoney
28095 Seanmahoney este un asteroid din centura principală de asteroizi.

## Descriere
28095 Seanmahoney este un asteroid din centura principală de asteroizi. A fost descoperit pe 14 septembrie 1998 la Socorro, New Mexico, în cadrul proiectului LINEAR. Asteroidul prezintă o orbită caracterizată de o semiaxă mare de 2,24 ua, o excentricitate de 0,12 și o înclinație de 1,4° în raport cu ecliptica.